# 安岡卓治
安岡 卓治（やすおか たかはる、1954年 - ）は、日本の映画プロデューサー。日本映画大学教授。

## 経歴
1954年、東京都に生まれる。神奈川県立横浜緑ケ丘高等学校を経て、早稲田大学第二文学部を卒業。原一男監督の『ゆきゆきて、神軍』に助監督として参加した。その後、『追悼のざわめき』など数々のインディーズ映画をプロデュースする。森達也監督の『A』と『A2』では製作・撮影・編集を務めた。

## フィルモグラフィー

### 映画
- ゆきゆきて、神軍（1987年） - 助監督
- 追悼のざわめき（1988年） - 製作
- 部屋 THE ROOM（1993年） - 製作
- 由美香（1997年） - 製作
- 流れ者図鑑（1998年） - 製作
- A（1998年） - 製作・撮影・編集
- 白 -THE WHITE-（1999年） - 製作
- A2（2001年） - 製作・撮影・編集
- home（2002年） - 製作
- Little Birds -イラク 戦火の家族たち-（2005年） - 製作
- ガーダ -パレスチナの詩-（2005年） - 製作
- パレスチナ1948・NAKBA（2008年） - 製作
- 花と兵隊（2009年） - 製作
- ただいま それぞれの居場所（2010年） - 製作
- 311（2011年） - 監督
- 遺言 原発さえなければ（2014年） - 編集
- イラク　チグリスに浮かぶ平和（2014年） ポストプロダクションプロデューサー
- 赤浜ロックンロール（2015年） - 製作
- 園子温という生きもの （2016年）-出演
- ひいくんのあるく町（2017年） アドバイザー
- ほたるの川のまもりびと（2017年）編集監修

### TV
- 山田孝之のカンヌ映画祭（2017年） TV 出演協力